# Adam Polášek
Adam Polášek (* 12. červenec 1991 Ostrava) je profesionální český hokejový obránce aktuálně působící v extraligovém klubu HC Verva Litvínov.

## Kariéra
S hokejem začínal ve Vítkovicích a působil v nich i celou mládežnickou kariéru. V sezoně 2008-09 dokonce s Vítkovicemi vyhrál nejvyšší juniorskou ligu v České republice. Na sezonu 2009-10 odešel z Čech do kanadské QMJHL, kde hrál za tým Prince Edward Island Rocket. V jejich barvách odehrál dvě sezony, v té druhé plnil zároveň roli zástupce kapitána. Celkem v QMJHL nastoupil do 127 zápasů a připsal si 80 bodů - na obránce dobrá bilance. Před sezonou 2011-12 přestoupil do Chicago Wolves, farma St. Louis Blues, čímž zároveň vyměnil i ligu. V AHL poprvé okusil seniorský hokej. První sezonu strávil v Chicago Wolves celou, ve druhé stihl pouze 24 zápasů. Poté se stěhoval do Kalamazoo Wings, kteří hrají ECHL, což je liga o stupeň níž než AHL. Na začátek příští sezony 2013-14 se vrátil zpět do AHL, tentokrát ale do Utica Comets. Za ně si zahrál pouze dva zápasy a vrátil se zpět do Kalamazoo Wings. Ještě v průběhu této sezony ale zamířil zpět do Čech, a to přímo do HC Sparta Praha, kde nastupoval v rámci střídavého hostování i za Litoměřice. Svou první branku v české extralize vstřelil 24.1. 2014 při domácím zápase proti Chomutovu, Sparta nakonec vyhrála 8:1. Celou sezonu 2014-15 odehrál v pražské Spartě, se kterou vypadl v semifinále s Třincem. V sezoně se mu dařilo i individuálně - odnesl si ocenění pro Nejlepšího obránce ELH a s 36 kanadskými body se stal nejproduktivnějším obráncem soutěže. Zároveň se mezi obránci umístil i na prvním místě v počtu nastřílených gólů (10) a v počtu získaných asistencí (26). V této sezoně také naplno pronikl do reprezentace.

## Reprezentace
V mládežnických kategoriích byl členem výběrů U16, U17, U18 a U20. S juniorskou reprezentací do osmnácti let se v sezoně 2008-09 zúčastnil i MS U18. Celkem za mládežnické reprezentace odehrál 35 zápasů a získal v nich 15 kanadských bodů. Premiéru v seniorské reprezentaci zažil v sezoně 2014-15, kdy byl povolán na Karjala Cup. První zápas odehrál 8.11.2014 proti Švédsku. Bojoval o účast na MS 2015 v Praze, ale krátce před oznámením konečné nominace byl z týmu vyřazen.

## Ocenění a úspěchy
- 2010 CHL - All-Rookie Tým
- 2010 QMJHL - All-Rookie Tým
- 2015 ČHL - Nejlepší obránce
- 2015 ČHL - Nejlepší střelec mezi obránci
- 2015 ČHL - Nejlepší nahrávač mezi obránci
- 2015 ČHL - Nejproduktivnější obránce

## Prvenství

### ČHL
- Debut - 10. ledna 2014 (HC Sparta Praha proti HC Slavia Praha)
- První asistence - 10. ledna 2014 (HC Sparta Praha proti HC Slavia Praha)
- První gól - 24. ledna 2014 (HC Sparta Praha proti Piráti Chomutov, slovenskému brankáři Matúš Kostúr)

### KHL
- Debut - 23. srpna 2016 (HK Sibir Novosibirsk proti Avtomobilist Jekatěrinburg)
- První asistence - 23. srpna 2016 (HK Sibir Novosibirsk proti Avtomobilist Jekatěrinburg)
- První gól - 21. září (HK Dinamo Minsk proti HK Sibir Novosibirsk, kanadskému brankáři Ben Scrivens)

## Klubová statistika
| Sezóna       | Klub                        | Soutěž       |     | Základní část | Základní část | Základní část | Základní část | Základní část |    | Play off | Play off | Play off | Play off | Play off |
| Sezóna       | Klub                        | Soutěž       | Z   | G             | A             | B             | TM            | Z             | G  | A        | B        | TM       |          |          |
| 2005–06      | HC Vítkovice Steel          | ČHL-18       | 17  | 1             | 0             | 1             | 2             | —             | —  | —        | —        | —        |          |          |
| 2006–07      | HC Vítkovice Steel          | ČHL-18       | 43  | 6             | 13            | 19            | 83            | 9             | 0  | 1        | 1        | 12       |          |          |
| 2006–07      | HC Vítkovice Steel          | ČHL-20       | 1   | 0             | 0             | 0             | 2             | —             | —  | —        | —        | —        |          |          |
| 2007–08      | HC Vítkovice Steel          | ČHL-18       | 18  | 3             | 2             | 5             | 50            | 2             | 0  | 0        | 0        | 0        |          |          |
| 2007–08      | HC Vítkovice Steel          | ČHL-20       | 23  | 0             | 3             | 3             | 16            | 2             | 0  | 1        | 1        | 0        |          |          |
| 2008–09      | HC Vítkovice Steel          | ČHL-20       | 38  | 7             | 13            | 20            | 68            | 9             | 0  | 9        | 9        | 18       |          |          |
| 2009–10      | Prince Edward Island Rocket | QMJHL        | 66  | 13            | 28            | 41            | 91            | 5             | 0  | 0        | 0        | 2        |          |          |
| 2010–11      | Prince Edward Island Rocket | QMJHL        | 61  | 7             | 32            | 39            | 59            | 5             | 0  | 0        | 0        | 8        |          |          |
| 2011–12      | Chicago Wolves              | AHL          | 46  | 1             | 8             | 9             | 27            | —             | —  | —        | —        | —        |          |          |
| 2012–13      | Kalamazoo Wings             | ECHL         | 34  | 4             | 4             | 8             | 37            | —             | —  | —        | —        | —        |          |          |
| 2012–13      | Chicago Wolves              | AHL          | 24  | 1             | 7             | 8             | 27            | —             | —  | —        | —        | —        |          |          |
| 2013–14      | Utica Comets                | AHL          | 2   | 0             | 0             | 0             | 2             | —             | —  | —        | —        | —        |          |          |
| 2013–14      | Kalamazoo Wings             | ECHL         | 16  | 1             | 1             | 2             | 16            | —             | —  | —        | —        | —        |          |          |
| 2013–14      | HC Sparta Praha             | ČHL          | 16  | 2             | 4             | 6             | 14            | 10            | 2  | 2        | 4        | 12       |          |          |
| 2013–14      | HC Stadion Litoměřice       | 1.ČHL        | 2   | 0             | 1             | 1             | 0             | —             | —  | —        | —        | —        |          |          |
| 2014–15      | HC Sparta Praha             | ČHL          | 52  | 10            | 26            | 36            | 58            | 10            | 1  | 6        | 7        | 14       |          |          |
| 2015–16      | HC Sparta Praha             | ČHL          | 49  | 9             | 13            | 22            | 34            | 17            | 3  | 9        | 12       | 10       |          |          |
| 2016–17      | HK Sibir Novosibirsk        | KHL          | 60  | 6             | 22            | 28            | 32            | —             | —  | —        | —        | —        |          |          |
| 2017–18      | HK Sibir Novosibirsk        | KHL          | 11  | 1             | 1             | 2             | 14            | —             | —  | —        | —        | —        |          |          |
| 2017–18      | HK Soči                     | KHL          | 34  | 2             | 5             | 7             | 37            | 5             | 1  | 2        | 3        | 2        |          |          |
| 2018–19      | CHK Neftěchimik Nižněkamsk  | KHL          | 58  | 7             | 19            | 26            | 49            | —             | —  | —        | —        | —        |          |          |
| 2019–20      | HC Sparta Praha             | ČHL          | 34  | 3             | 12            | 15            | 30            | —             | —  | —        | —        | —        |          |          |
| 2019–20      | Tappara                     | Liiga        | 23  | 4             | 8             | 12            | 16            | —             | —  | —        | —        | —        |          |          |
| 2020–21      | HC Vítkovice Ridera         | ČHL          | 15  | 4             | 3             | 7             | 14            | —             | —  | —        | —        | —        |          |          |
| 2020–21      | HC Sparta Praha             | ČHL          | 30  | 3             | 10            | 13            | 22            | 11            | 2  | 1        | 3        | 6        |          |          |
| 2021–22      | HC Sparta Praha             | ČHL          | 49  | 5             | 8             | 13            | 24            | 16            | 3  | 3        | 6        | 12       |          |          |
| 2022–23      | HC Sparta Praha             | ČHL          | 47  | 2             | 5             | 7             | 34            | 6             | 0  | 0        | 0        | 2        |          |          |
| 2023–24      | HC Oceláři Třinec           | ČHL          | 49  | 2             | 5             | 7             | 21            | 15            | 0  | 1        | 1        | 4        |          |          |
| 2024–25      | HC Verva Litvínov           | ČHL          | 43  | 2             | 5             | 7             | 16            | 4             | 0  | 0        | 0        | 0        |          |          |
| Celkem v ČHL | Celkem v ČHL                | Celkem v ČHL | 384 | 42            | 91            | 133           | 267           | 89            | 11 | 22       | 33       | 60       |          |          |
| Celkem v KHL | Celkem v KHL                | Celkem v KHL | 163 | 16            | 47            | 63            | 132           | 5             | 1  | 2        | 3        | 2        |          |          |

## Reprezentace
| Rok                       | Tým                       | Soutěž                    | Z  | G | A | B | TM |
| ------------------------- | ------------------------- | ------------------------- | -- | - | - | - | -- |
| 2008                      | Česko 18                  | MIH                       | 4  | 1 |   |   |    |
| 2009                      | Česko 18                  | MS-18                     | 6  | 2 | 3 | 5 | 10 |
| 2018                      | Česko                     | OH                        | 6  | 0 | 0 | 0 | 2  |
| 2018                      | Česko                     | MS                        | 7  | 0 | 2 | 2 | 2  |
| Seniorská kariéra celkově | Seniorská kariéra celkově | Seniorská kariéra celkově | 13 | 0 | 2 | 2 | 4  |